# Priddy
Priddy is een civil parish in het bestuurlijke gebied Mendip, in het Engelse graafschap Somerset met 624 inwoners.